# Музей В. И. Чапаева (Чапаев)
Музей Василия Ивановича Чапаева — мемориальный музей героя гражданской войны В. И. Чапаева в посёлке Чапаев Западно-Казахстанской области. Музей основан в 1927 году в здании, где в 1919 году в бывшей станице Лбищенской располагался штаб 25-й стрелковой дивизии. В 1977 году для экспозиции музея было дополнительно построено двухэтажное здание. В музейный комплекс входят стела на предполагаемом месте гибели легендарного начдива, а также братская могила красноармейцев, погибших в ходе боя с уральскими казаками 5 сентября 1919 года. Музейный комплекс включён в список памятников истории и культуры Казахстана республиканского значения